# Triconodon
Triconodon ('drie kegeltand') is een geslacht van uitgestorven zoogdieren uit het Vroeg-Krijt van Engeland en Frankrijk met als twee geldige soorten Triconodon mordax en Triconodon averianovi. Benoemd in 1859 door Richard Owen, heeft het de naam gegeven aan de Triconodonta, een groep zoogdieren die wordt gekenmerkt door hun triconodonte kiezen. Sindsdien is dit eenvoudiger type gebit begrepen als of voorouderlijk voor zoogdieren of anders meerdere keren geëvolueerd, waardoor triconodonten respectievelijk een parafyletische of polyfyletische groep soorten zijn, maar verschillende geslachten van triconodonte zoogdieren vormen in ieder geval een natuurlijke, monofyletische groep, bekend als de Eutriconodonta, waar Triconodon inderdaad deel van uitmaakt.
Triconodon is daarom belangrijk voor het begrip van de evolutie van zoogdieren door de inzicht die hij verschaft in de "triconodonte graad" en de eutriconodonte clade. Verdere ontdekkingen over de anatomie van het skelet bieden ook meer kennis over de paleobiologie van zoogdieren uit het Mesozoïcum.

## Ontdekking
In december 1856 bezocht fossielenverzamelaar Samuel H. Beckles de befaamde geoloog Charles Lyell met het voorstel aan de kust van Durdlestone Bay bij Swanage gericht de lagen van de Middle Purbeck af te graven in plaats van afhankelijk te zijn van toevallige vondsten van voorbijgangers of steenwerkers. Met het fiat van Lyell begon een team van Beckles op 10 december met opgravingen die nog voor het einde van het jaar een veelheid aan fossielen opleverde. Bij deze gelegenheid bedacht Lyell dat amateurverzamelaar W.R. Brodie hem al laten weten in 1855 en 1856 bij Swanage in een beperkt bed fossielen gevonden te hebben. Lyell schreef hem of hij di eens kon opsturen. Gedurende december kwamen de kisten aan en Lyell liet die onderzoeken door zijn medewerker Falconer. Die viel het op dat in een stuk steen dat een kleine schedel bevatte, ook een onderkaak te zien was, vermoedelijk van een apart taxon.
In 1859 benoemde Richard Owen de kaak als de typesoort Triconodon mordax. De geslachtsnaam betekent "driekegeltand" in het Grieks. De soortaanduiding betekent "bijtend" in het Latijn.
Het holotype of type-exemplaar van Triconodon is BMNH 47764, een enkele linkeronderkaak gevonden in de Purbeck Group, Engeland. De opgravingen door Beckles leverde nog een tiental exemplaren op, onderkaken en twee bovenkaken, waardoor het de meest voorkomende zoogdierfossielen in dit gebied van Groot-Brittannië zijn. Deze afzettingen dateren uit het Vroeg-Krijt, tot het Berriasien op ongeveer 145-140 miljoen jaar oud. In 1928 waren zeventien exemplaren bekend.
Lyell dacht dat het materiaal twee soorten vertegenwoordigde. In 1871 benoemde Owen, zij het slechts in een bijschrift van een illustratie, een Triconodon minor, "de kleinere", gebaseerd op holotype BMNH 47771, een rechteronderkaak. Dit wordt tegenwoordig meestal als een jonger synoniem beschouwd. In 1871 benoemde Owen ook een nieuw geslacht en soort Triacanthodon serrula, gebaseerd op specimen BMNH 47763, een skelet met schedel. ook dit wordt als een jonger synoniem gezien en zou dan het merendeel van de informatie verschaffen die over Triconodon bekend is. Het exemplaar onderscheidt zich doordat de vierde kies nog niet uitgekomen is maar dit weerspiegelt vermoedelijk slechts een jongere individuele leeftijd. Owen benoemde ook de soorten Triconodon ferox, Triconodon occisor en Triconodon major. Triconodon ferox en Triconodon occisor werden in 1928 door Simpson in de soort Trioracodon ferox geplaatst, dus in een eigen nieuw geslacht, waarin mede Triconodon major terechtkwam als een Trioracodon major. Hetzelfde overkwam de in 1880 door Othniel Charles Marsh benoemde Triconodon bisulcus die dus een Trioracodon bisulcus werd.
De zevende soort Triconodon averianovi werd in 2020 benoemd op basis van fossielen gevonden in de Lulworth-formatie van het Berriasien in Engeland. De soortaanduiding eert Alexandr O. Averianov. Het holotype is NHMUK PV OR 48395, een paar onderkaken.
Er is ook een enkel exemplaar gevonden in de Champblanc-steengroeve in Frankrijk, daterend van ongeveer dezelfde leeftijd. Het is onduidelijk of het tot dezelfde soort behoort als de Britse vorm, maar gezien de nauwe temporele en geografische nabijheid lijkt het waarschijnlijk.

## Beschrijving
Lyell vergeleek de grootte van Triconodon met die van een egel. De tanden hebben drie kegelvormige knobbels. De kiezen liggen op één lijn. Het is niet bekend hoeveel voortanden Triconodon mordax heeft. Hetzelfde geldt voor het aantal premolaren in de bovenkaak. De onderkaak telt vier premolaren. Boven en onder staan vier kiezen. De onderste vierde premolaar is een molariform, dus een premolaar die "gemolariseerd" is, in vorm op een kies lijkend.
Triconodon averianovi verschilt in bepaalde kenmerken van T. mordax. De onderste vierde kies is kleiner, met een in grootte gereduceerde knobbel a en c. De vierde premolaar heeft een slankere knobbel a en een verkleinde knobbel b en c. De hoektand van het volwassen gebit is opvallende klein en gebogen, haast lijkend op de melktand. In het algemeen hebben de kiezen slankere knobbels die verder uiteen staan. De onderste kiezen hebben ook minder ontwikkelde cingula. De tak van de onderkaak is lager.

## Fylogenie
Triconodon bestaat uit twee soorten: Triconodon averianovi en Triconodon mordax. Het is het typegeslacht van de Triconodontidae, benoemd in 1887 door Othniel Charles Marsh. Binnen deze groep wordt het meestal teruggevonden in een basale positie, soms als zustersoort van Trioracodon, of dichter bij de groep die de rest van de clade bevat, waardoor Trioracodon zich in de meest basale positie bevindt.

## Levenswijze
Zoals de meeste eutriconodonten, was Triconodon waarschijnlijk een carnivoor, zijn triconodonte tanden waren goed aangepast om te snijden; andere specialisaties zoals lange hoektanden en krachtige kaakspieren wijzen op een goed bijtvermogen. Hij was ongeveer zo groot als een moderne kat, wat suggereert dat hij op gewervelde prooien jaagde, zoals andere zoogdieren of kleine dinosauriërs. Een studie waarin de levenswijze van Mesozoïsche zoogdieren worden beschreven, rangschikt het onder carnivore taxa.

### Tandvervanging
Triconodon is een van de weinige zoogdieren uit het Mesozoïcum met direct bewijs van tanddoorbraak, het uitkomen van nieuwe tanden, dankzij een breed ontogenetisch bereik, dus dat de fossielen ook verschillende juveniele exemplaren omvatten. Die tonen de vervanging van de onderste vierde premolaar, uitkomend en in gebruik genomen toen ten minste drie van de vier kiezen al volledig waren doorgebroken. De vierde kies heeft als eigenaardigheid dat hij in een krypte onder het coronoïde uitsteeksel aangelegd wordt en dan naar voren schuift naarmate de kaak in lengte toeneemt.

### Hersenen
Een van de vroegste studies via afgietsels van fossiele hersenen is uitgevoerd voor Triconodon. De reukkwab is groot, met een traanvormige omtrek, wat wijst op een goed ontwikkeld reukvermogen.
Iedere hersenhelft is nog basaal van vorm: lang, ovaal en plat, zonder het gezwollen uiterlijk dat aanwezig is in monotremen, multituberculata en theria. Het cerebrum is niet naar voren uitgezet om het achterste deel van de reukkwab te overlappen, en het is ook niet halfbolvormig. Het is vergelijkbaar met dat van multituberculaten omdat het een grote, ruwweg driehoekige uitstulping heeft, waarvan men nu denkt dat het de cisterna superior is. De middenhersenen lagen blijkbaar aan de bovenkant van het brein, zoals bij veel andere niet-therische zoogdieren.
Wat dit aangeeft over de intelligentie van het dier is momenteel onduidelijk, hoewel de totale hersenverhoudingen iets kleiner zijn dan die van meer afgeleide zoogdieren zoals Multituberculata en Theria.